# Richard Mason
Pour les articles homonymes, voir Mason.
Œuvres principales
- Le Monde de Suzie Wong

Richard Mason est un écrivain britannique né à Hale, dans l'actuel district métropolitain de Trafford près de Manchester (Angleterre) le 16 mai 1919, et décédé à Rome (Italie) le 13 octobre 1997.

## Biographie
En 1933, il écrit un premier roman qu’il soumet à son professeur d’anglais et inspirateur, le poète W. H. Auden. Jugé mauvais par son maître, ce livre n’a jamais été publié. Jusqu'en 1938, Mason se consacre à l'écriture de quelques articles pour la presse locale. De 1938 à 1942, il part faire son service militaire dans la R.A.F. en Inde et en Birmanie. Il y fait l'apprentissage du japonais dans le but de servir d’interprète pour les interrogatoires de prisonniers de guerre. C'est aussi à cette période qu'il s'attaque à la rédaction de The Wind Cannot Read, d’après son expérience personnelle dans la R.A.F.

En 1943, il publie un premier roman, The Body Fell on Berlin (Le cadavre est tombé sur Berlin), sous le pseudonyme de Richard Larkin. Mais c'est en 1946 qu'intervient son premier grand succès littéraire : grâce à The Wind Cannot Read (Le vent ne sait pas lire), Richard Mason peut se consacrer entièrement à l’écriture et aux voyages (Afrique, Europe, Polynésie et les Caraïbes).
En 1947, il publie un nouveau roman sous le pseudonyme de Richard Larkin : Angel Take Care et profite de l'année 1948 pour épouser Felicity Anne Cumming. Suivra, un an plus tard, The Shadow and the Peak (Silvia).
Un premier séjour de quatre mois à Hong Kong en 1956 lui inspire l'ébauche du roman qui le fera passer à la postérité : The World of Suzie Wong (Le Monde de Suzie Wong). La même année, il travaille à la coécriture du scénario de A Town Like Alice (Le testament) d’après un roman de Nevil Shute, et divorce de Felicity Anne Cumming.
En 1957, The World of Suzie Wong (Le Monde de Suzie Wong) est publié. Ce roman, devenu un classique de la littérature anglophone, relate la romance entre Robert Lomax, un artiste britannique fraîchement débarqué sur Hong Kong, et Suzie Wong, une prostituée locale au caractère bien trempé.
The Wind Cannot Read est adapté au cinéma par Ralph Thomas en 1958, d’après un scénario de Mason coécrit avec David Lean. Dirk Bogarde en interprète le rôle principal. The Shadow and the Peak est également adapté au cinéma sous le titre de The Passionate Summer. Virginia McKenna interprète le rôle principal. Quant à The World of Suzie Wong, il est d'abord adapté pour le théâtre par Paul Osborn et sera jouée à Broadway (New York) jusqu’en 1960, totalisant cinq cent huit représentations. William Shatner et France Nguyen jouent les rôles principaux. À cette même période, Richard Mason décide de s’installer à Rome.
En 1959, l’adaptation théâtrale de The World of Suzie Wong est jouée au West End de Londres avec, dans le rôle de Suzie, Tsai Chin, l'une des James Bond Girls dans le film On ne vit que deux fois. L'année suivante marque la consécration hollywoodienne du roman : Le Monde de Suzie Wong est adapté au cinéma par Richard Quine. William Holden et Nancy Kwan incarnent les rôles principaux. Mason se marie alors avec Sarette et déménage au Pays de Galles.
En 1961, il  s'attèle à la rédaction de The Fever Tree avec l'aide de son épouse. Mason s'isole sur l'île d'Elbe pour parachever le manuscrit, qui sera publié en 1962. Mason arrête alors d’écrire et vit des royalties procurées par ses œuvres.
En 1964, il retourne s'installer définitivement à Rome. Mason se découvre des talents de sculpteur aux côtés de Robert Cook. En 1972 il se marie une troisième et dernière fois, avec Margot Wolf ; union de laquelle naîtra un fils (Theo) et une fille (Jessica).
Le 13 octobre 1997, Richard Mason, fumeur invétéré, décède à Rome d’un cancer de l'œsophage.